# Eupyrgidae
De Eupyrgidae zijn een familie van zeekomkommers uit de orde Molpadida.

## Geslachten
- Eupyrgus Lütken, 1857